# Supremumseigenschaft
In der Mathematik ist die Supremumseigenschaft eine grundlegende Eigenschaft der reellen Zahlen, genauer ihrer Anordnung, und bestimmter anderer geordneter Mengen. Die Eigenschaft besagt, dass jede nichtleere und nach oben beschränkte Menge reeller Zahlen eine kleinste obere Schranke, ein Supremum, besitzt.
Die Supremumseigenschaft ist eine Form des Vollständigkeitsaxioms für die reellen Zahlen und wird manchmal als Dedekind-Vollständigkeit bezeichnet. Sie kann verwendet werden, um viele grundlegende Resultate der reellen Analysis zu zeigen, etwa den Zwischenwertsatz, den Satz von Bolzano-Weierstraß, den Extremwertsatz oder den Satz von Heine-Borel. Für die synthetische Konstruktion der reellen Zahlen wird sie üblicherweise als Axiom vorausgesetzt. Mit der Konstruktion der reellen Zahlen mittels des Dedekindschen Schnittes ist sie ebenso eng verbunden.
In der Ordnungstheorie kann die Supremumseigenschaft zu einem Vollständigkeitsbegriff für jede partiell geordnete Menge verallgemeinert werden. Eine dichte, total geordnete Menge, welche die Supremumseigenschaft erfüllt, nennt man lineares Kontinuum.

## Formale Definition

### Definition für reelle Zahlen
Sei {\displaystyle S} eine nichtleere Menge reeller Zahlen.
- Eine reelle Zahl {\displaystyle x} heißt obere Schranke für {\displaystyle S}, wenn {\displaystyle x\geq s} für alle {\displaystyle s\in S}.
- Eine reelle Zahl {\displaystyle x} ist die kleinste obere Schranke (oder das Supremum) für {\displaystyle S}, wenn {\displaystyle x} eine obere Schranke für {\displaystyle S} ist und {\displaystyle x\leq y} für jede obere Schranke {\displaystyle y} von {\displaystyle S}.

Die Supremumseigenschaft besagt, dass jede nichtleere Menge reeller Zahlen, die nach oben beschränkt ist, eine kleinste obere Schranke besitzen muss.

### Verallgemeinerung auf geordnete Mengen
Man kann für jede Teilmenge einer partiell geordneten Menge {\displaystyle X} eine obere Schranke und eine kleinste obere Schranke definieren, wenn man „reelle Zahl“ gegen „Element von {\displaystyle X}“ ersetzt. In diesem Fall sagt man, {\displaystyle X} habe die Supremumseigenschaft, wenn jede nach oben beschränkte nichtleere Teilmenge von {\displaystyle X} eine kleinste obere Schranke hat.
Beispielsweise erfüllt die Menge {\displaystyle \mathbb {Q} } der rationalen Zahlen die Supremumseigenschaft nicht, wenn man die übliche Ordnung der rationalen Zahlen voraussetzt. So hat die Menge
{\displaystyle \left(-{\sqrt {2}},{\sqrt {2}}\right)\cap \mathbb {Q} =\left\{x\in \mathbb {Q} :x^{2}<2\right\}\,}
eine obere Schranke in {\displaystyle \mathbb {Q} }, jedoch keine kleinste obere Schranke in {\displaystyle \mathbb {Q} }, denn die Quadratwurzel von zwei ist irrational. Die Konstruktion der reellen Zahlen mittels des Dedekindschen Schnittes nutzt diese Tatsache, indem die irrationalen Zahlen als die Suprema bestimmter Teilmengen der rationalen Zahlen definiert werden.